# Cour du Commerce-Saint-André
Cour du Commerce-Saint-André (tj. Obchodní dvůr – svatý Ondřej) je ulice v Paříži. Nachází se v 6. obvodu.

## Poloha
Ulice je úzký průchod vedoucí od křižovatky s Rue Saint-André-des-Arts č. 59 a končící u Rue de l'Ancienne-Comédie č. 21 a Boulevardu Saint-Germain č. 130. Ulice je orientována z jihu na sever.

## Historie
Ulice byla pod názvem Cour du Commerce otevřena v roce 1776 na místě bývalé míčovny pro jeu de paume, kde se ve středověku rozkládaly městské hradby Filipa II. Augusta. Svůj název získala podle rozličných obchodů, které ji lemovaly. Svůj současný název nese od roku 1877, kdy bylo připojeno označení odkazující na zaniklý kostel Saint-André-des-Arts.
V roce 1987 byly fasády a střechy domů, vstupy a výkladní skříně v ulici zapsány mezi historické památky.

## Významné stavby
- viditelné pozůstatky městských hradeb Filipa II. Augusta
- přes Cour du Commerce-Saint-André vede vstup na Cour de Rohan
- vstup do nejstarší pařížské kavárny Procope
- v domě č. 1 bydlel Georges Danton
- v domě č. 8 zřídil Jean Paul Marat tiskárnu svých novin L'Ami du peuple
- v domě č. 9 bydlel Joseph Ignace Guillotin